# Jurgita Petrauskienė
Jurgita Petrauskienė, née le 30 mars 1975 à Utena, est une femme politique lituanienne. 
De 2016 à 2018, elle occupe depuis le poste de ministre de l’Éducation et de la Science au sein du gouvernement Skvernelis.